# Tanktourismus
Tanktourismus bezeichnet die Spezialform des Grenztourismus, bei der in grenznahen Gebieten Kraftstoffe im Nachbarland getankt werden.

## Hintergründe
Der Tanktourismus existiert meist aufgrund von Preisunterschieden, selten wegen Qualitätsunterschieden. Der Hauptgrund für die Preisunterschiede sind Unterschiede in der Besteuerung bzw. Subvention von Kraftstoffen.
Aufgrund der entfernungsabhängigen Ausgaben der Autofahrt schwindet der Gewinn mit zunehmender Distanz zur grenznahen Tankstelle. Auch ist der relative (und nicht der absolute) Preisunterschied entscheidend für die Höhe der gesparten Tankausgaben. Berücksichtigt man vereinfachend lediglich die Kraftstoffausgaben für die Fahrt, so beträgt die Ersparnis E einer Tanktourismusfahrt höchstens:
{\displaystyle E=V_{T}\cdot (P_{\text{Inland}}-P_{\text{Ausland}})-2\cdot \operatorname {Ve} _{\text{Auto}}(d_{\text{Ausland}}\cdot P_{\text{Ausland}}-d_{\text{Inland}}\cdot P_{\text{Inland}})}.
Dabei sind: VT das Benzinvolumen, das nach der Tankfahrt noch im Tank ist (Gegebenenfalls inklusive Reservekanister), PInland und PAusland die Benzinpreise, dInland und dAusland die Entfernungen zu den Tankstellen, VeAuto der Durchschnittsverbrauch des Fahrzeugs.
Beispiel:
Nach der Tankfahrt sollen 60 Liter Benzin im Tank sein, der Kraftstoffverbrauch des Autos beträgt 7,5 l/100 km. Der Fahrer fährt statt 5 km zur nächstgelegenen Tankstelle (Benzinpreis 1,60 €/l) zur 25 km entfernten ausländischen Tankstelle (Benzinpreis 1,50 €/l). Die monetäre Ersparnis E beträgt dann, aufgerundet auf ganze Cent:
{\displaystyle E=60\,\mathrm {l} \cdot \left(1{,}60\,{\tfrac {\mathrm {\euro} }{\mathrm {l} }}-1,50\,{\tfrac {\mathrm {\euro} }{\mathrm {l} }}\right)-2\cdot {\tfrac {7{,}5\,\mathrm {l} }{100\,\mathrm {km} }}\cdot (25\,\mathrm {km} \cdot 1{,}50\,{\tfrac {\mathrm {\euro} }{\mathrm {l} }}-5\,\mathrm {km} \cdot 1,60\,{\tfrac {\mathrm {\euro} }{\mathrm {l} }})=1{,}58\,\mathrm {\euro} }.
In dieser Rechnung sind die für die Tankfahrt zusätzlich aufgewendete Zeit und der dadurch erzeugte zusätzliche Verschleiß am Auto nicht miteinbezogen, ebenso wenig ein nicht vollständig ausgenutztes Tankvolumen durch vorhandene Restmengen von Kraftstoff. Diese Faktoren reduzieren die Ersparnis noch weiter.

## Begrenzungen
Die Einfuhr von Kraftstoff unterliegt gesetzlichen Regelungen, wobei meist nur die Einfuhr des Eigenbedarfs legal ist. Die Definition des Eigenbedarfs ist unterschiedlich und in den meisten Ländern auf den Tankinhalt beschränkt, in einigen Ländern ist zusätzlich eine Freimenge in einem Reservekanister von bis zu 25 Litern gestattet.
Die Beförderung von größeren Mengen Kraftstoff außerhalb des Tanks kann u. a. einen Verstoß gegen steuerrechtliche Vorschriften (Steuerhinterziehung) oder auch Sicherheitsvorschriften darstellen.

## Auswirkungen
Die Tankstellenbetreiber richten ihre Planungen danach aus. Auf der billigeren Seite errichten grenznahe Betreiber Kapazitäten, die durch das lokale Umland ohne ausländische Kunden wirtschaftlich nicht rentabel wären. Gleichzeitig kommt es zu Tankstellenschließungen auf der teureren Seite.
Die Auswirkungen des Tanktourismus gehen über das Tankstellengewerbe hinaus. Vielfach ist der Tanktourismus auch mit einem allgemeinen Einkaufstourismus verbunden. In der Folge kommt es zu Umsatz- und Steuerverlagerungen nicht nur im Tankstellenbereich, sondern auch im Einzelhandel. Ebenso kann es durch den zusätzlichen Straßenverkehr zu Verkehrsverlagerungen in grenznahen Orten kommen.

## Tanktourismus und CO2-Reduktion
Die Europäische Union hat sich mit dem Übereinkommen von Paris zu dem Ziel verpflichtet, die globale Erwärmung auf deutlich unter 2 °C zu begrenzen und Anstrengungen zu unternehmen, sie unter 1,5-Grad-Ziel halten. Die Klimapolitik der Europäischen Union zielt auf Emissionsminderungen um mindestens 55 % bis 2030 und Treibhausgasneutralität bis 2050 (→ Europäisches Klimagesetz). Nach dem Prinzip der Lastenteilung (effort sharing) haben die EU-Mitgliedstaaten ihr gemeinsames Reduktionsziel für den Verkehrssektor untereinander aufgeteilt.
Im Bezug auf den Verkehr ist der nationale Absatz an Treibstoffen die Messgröße für die Erfüllung dieser Einsparziele. Durch den Tanktourismus erfolgt eine Verzerrung. Für Österreich wird für das Jahr 2004 geschätzt, dass 32,2 % der durch den Verkehr bedingten CO2-Emissionen durch den Tanktourismus entstanden.

## Vermeidung
Durch gesetzliche Regelungen oder Staffelung der Preisunterschiede lässt sich das Ausmaß des Tanktourismus verringern. In der Europäischen Union soll die Energiesteuerrichtlinie auch diesem Ziel dienen und legt EU-weit Mindeststeuersätze unter anderem für Benzin fest.
Reisebeschränkungen, wie Zoll- und Visavorschriften, sowie aufwändige und zeitintensive Grenzkontrollen können den privaten Reiseverkehr hemmen. Wenn entsprechende Einfuhrbeschränkungen bzw. -verbote für Kraftstoffe durch Grenzkontrollen überwacht und Verstöße sanktioniert werden, kann dies zu einer Reduzierung des Tanktourismus führen. Jedoch stehen entsprechende Maßnahmen aufgrund von supranationalen Verträgen wie dem gemeinsamen Binnenmarkt in der Europäischen Union nicht immer zur Verfügung.
Als Lösungen werden mehrere Modelle diskutiert, wie eine allgemeine Senkung der Steuern auf Kraftstoff in den Grenzregionen oder ein Kartenmodell, bei dem der Vorteil lediglich Bewohnern der betroffenen Grenzregionen zugutekommen soll. Auch die Einführung einer Autobahnmaut oder Vignette wird diskutiert, welche die Steuermindereinnahmen durch eine Absenkung der Mineralölsteuer kompensieren könnte. Andererseits ließe sich der Tanktourismus auch vermeiden, indem in dem Land in welchen Kraftstoffe billiger sind selbige höher besteuert werden bzw. indem entsprechende Steuern und Abgaben in einem stärkeren Maße international (zum Beispiel auf EU-Ebene) koordiniert werden.

## Beispiele aus Europa

### Belgien
In Belgien waren in den letzten Jahren die Steuern für Benzin und Diesel etwa gleich hoch wie in den Nachbarländern Deutschland und Frankreich. Benzin war stets deutlich günstiger als in den Niederlanden, Diesel war hingegen etwas teurer. Hingegen führen die niedrigeren Steuern in Luxemburg bereits seit Jahrzehnten zu Steuerausfällen durch Tanktourismus. Der Preisvorteil Luxemburgs bei Diesel liegt bei 30 bis 40 Cent pro Liter.
Die belgische Regierung hatte aufgrund der Ölpreisexplosion nach dem Einmarsch russischer Truppen in der Ukraine schnell beschlossen, bereits zum 20. März 2022 die Benzin- und Dieselsteuer um ca. 17 Cent zu senken. Dies führte sofort zum Aufkommen eines Tanktourismus aus Deutschland, den Niederlanden und Frankreich.
In Belgien besteht – ähnlich wie in Frankreich – ein teilweiser Diesel-Rückerstattungsanspruch für schwere Nutzfahrzeuge. Im Jahr 2022 lag der Anspruch bei 22,7 Cent pro Liter. Damit tanken Fernfahrer Diesel in Belgien deutlich günstiger als in den meisten anderen Ländern des westlichen Europas.

### Dänemark → Deutschland
Benzin und Diesel ist in Dänemark im Durchschnitt nur um wenige Cent teurer als in Deutschland. Dieser geringe Preisvorteil wird von dänischen Kunden zwar genutzt, jedoch spielt er nur eine kleinere Rolle im ansonsten umsatzstarken Einkaufstourismus von Dänen nach Deutschland.

### Deutschland → Luxemburg

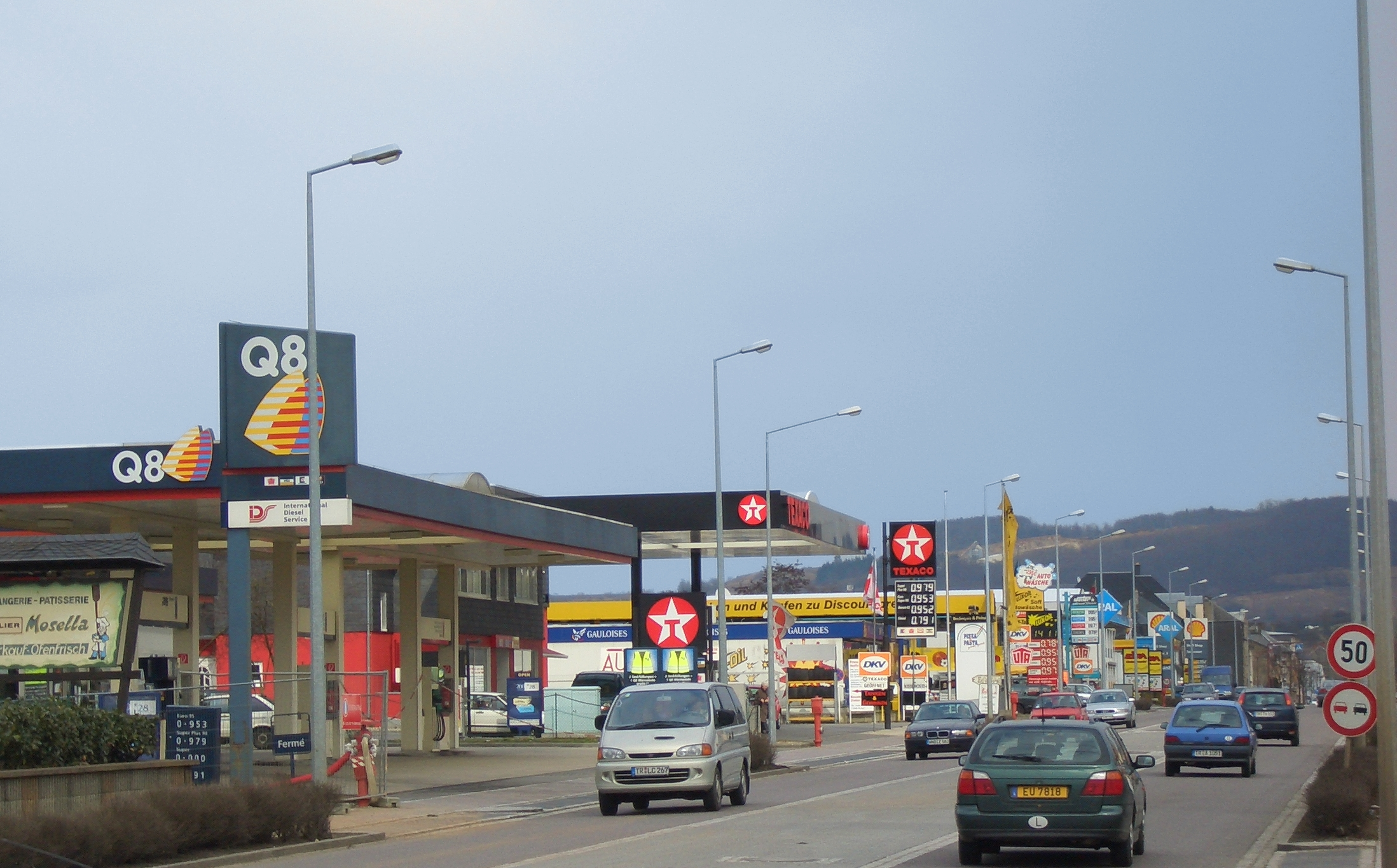
Tankstellen zwischen Mertert und Wasserbillig (Luxemburg)

Seit Mitte der 1970er Jahre blüht der Tanktourismus zwischen Deutschland und Luxemburg. Außer Kraftstoff kaufen Deutsche wegen der Steuervorteile dort auch gerne Kaffee, Sekt und Zigaretten ein. Besonders profitiert davon die nahe der deutschen Stadt Trier gelegene luxemburgische Grenzgemeinde Mertert, wo zwischen den Ortsteilen Mertert und Wasserbillig mehr als ein Dutzend Tankstellen an einer Straße liegen. Auch die ehemaligen Zollgebäude am Grenzübergang der Autobahn Trier-Luxemburg wurden nach dem Wegfall der Personenkontrollen durch das Schengener Abkommen zu einer Großtankstelle umgebaut. Durch den Ausbau der Europastraße E 29 (Weiterbau der A 8 / luxemburgischen Autobahn A 13 bis nach Luxemburg-Stadt) steigerte sich der Tanktourismus vor allem in den ans Saarland grenzenden Orten Schengen und Remich. Entlang der nur 135 km langen Grenze mit Deutschland sind insgesamt 58 Tankstellen zu finden (Stand 2009).
Durch den Tanktourismus aus den Nachbarländern nimmt Luxemburg jährlich etwa 700 Millionen Euro ein, das sind über 1000 Euro pro Einwohner.
Der Tanktourismus (inbegriffen die Treibstoffeinkäufe des Transitverkehrs) macht 75 % der Luxemburg zugeordneten Treibhausgasemissionen aus dem Verkauf von Treibstoff gemäß dem Kyoto-Protokoll aus. Dies sind 40 % der Gesamt-Emissionsbilanz des Landes. Dabei ist zu berücksichtigen, dass in diese Bilanz der reine Kraftstoffverkauf einfließt, unabhängig davon, wo dieser dann verbraucht wird.
Der kurzzeitige europaweite Verfall der Benzin- und Dieselpreise hatte 2016 zu einem deutlichen Rückgang des Tanktourismus geführt. Das lag auch daran, dass der Preisvorteil kleiner geworden war. Luxemburg spürte dies besonders stark.

### Niederlande → Deutschland
Dieselkraftstoff und Autogas waren bis Mitte 2008 in den Niederlanden deutlich günstiger als in der Bundesrepublik Deutschland. Durch mehrere geringfügige Mineralölsteuererhöhungen sowie eine Mehrwertsteuererhöhung am 1. Oktober 2012 hatte sich der Preisvorteil der Niederlande deutlich verringert; schon seit Anfang 2013 war es teilweise günstiger, in Deutschland Diesel zu tanken. Mit einer weiteren Erhöhung der Mineralölsteuer zum 1. Januar 2014 um etwa 1 Cent für Vergaserkraftstoffe, 3 Cent für Diesel und 7 Cent für Autogas sind nunmehr sämtliche Kraftstoffe in den Niederlanden teurer als in den Nachbarländern Deutschland und Belgien. Speziell bei Diesel und Autogas hat der Tanktourismus nunmehr die Richtung gewechselt.
Aufgrund der hohen Nachfrage durch Niederländer sind die Kraftstoffpreise in Grenznähe zum Teil spürbar höher als im Landesinneren. Seit der deutlichen Anhebung der belgischen Dieselpreise haben die Niederlande nun (Mitte 2018) einen geringen Preisvorteil, wodurch der private Tanktourismus die Richtung gewechselt hat.

### Deutschland → Frankreich
Nach dem Russischen Überfall auf die Ukraine 2022 stiegen die Preise für Treibstoffe enorm an. Daher wurden in den Ländern der EU teilweise Tankrabatte eingeführt. In Deutschland wurde der Tankrabatt Ende August 2022 beendet, in Frankreich dagegen noch erhöht. So ergaben sich Anfang September 2022 Preisunterschiede von teilweise mehr als 40 Cent pro Liter. Dies führte in den grenznahen Region in Baden-Württemberg, Rheinland-Pfalz und dem Saarland zu einem starken Tanktourismus in Richtung Frankreich.

### Deutschland → Polen
Ebenfalls seit der Grenzöffnung 1990 wird auch in der grenznahen Region in Polen häufig von Deutschen getankt. Im grenznahen Gebiet haben sich auf polnischer Seite gehäuft Tankstellen angesiedelt, an einigen Grenzorten wie z. B. Hohenwutzen/Osinów Dolny (Niederwutzen) bis zu sechs Tankstellen (siehe auch Polenmarkt). Der infolge der Finanzkrise starke Kursverfall der Landeswährung Polnischer Zloty führte zu einer Vergrößerung des Preisvorteils Polens: Die Preisersparnis bei Super lag im Sommer 2011 bei 25–30 Cent, bei Diesel um 15–20 Cent. Durch eine deutliche Steuererhöhung zum Jahresbeginn 2012 sowie eine Erholung des Zloty-Kurses sank der Preisvorteil bis Februar 2012 auf wenige Cent. Der europaweite Verfall der Benzin- und Dieselpreise hat zu einem deutlichen Rückgang des Tanktourismus geführt. Das liegt auch daran, dass der Preisvorteil kleiner geworden ist.

### Deutschland → Tschechien
Seit der Grenzöffnung Anfang der 1990er Jahre blüht auch der Tanktourismus zwischen Deutschland und Tschechien. Neben Tankstellen entstand auch in grenznahen Gebieten viel Kleingewerbe. Viele der grenznahen Straßen wurden ausgebaut und es wurden Tankstellen, Casinos und weitere Gewerbegebäude errichtet.
Durch den wirtschaftlichen Aufschwung Tschechiens und das Erstarken der tschechischen Krone verringerte sich der zunächst deutliche Preisunterschied an Tankstellen immer mehr. Die Finanzkrise stoppte diesen Trend nur kurzfristig zwischen August 2008 und Februar 2009. Der Preisunterschied beträgt bei Benzin circa 15–20 Cent (Juli 2011). Bei Diesel beträgt der Preisunterschied nur noch wenige Cent. Bedingt durch die Kursschwäche der Tschechischen Krone seit Herbst 2013 haben sich die Preisvorteile Tschechiens wieder erhöht. Anfang 2015 sackten die Benzin- und Dieselpreise für kurze Zeit unter 1 Euro, im Herbst 2015 lagen sie nur wenige Cent darüber. In der Nähe der deutschen Grenze liegen die Preise höher als im Landesinneren.
Nach dem starken Verfall der Dieselpreise in Deutschland zum Jahresende 2015 hat sich der Tanktourismus abgeschwächt und vor dem Hintergrund von unterschiedlichen Kraftstoffqualitäten teilweise die Richtung gewechselt. Tschechen tanken nun Diesel vermehrt in Deutschland.

### Österreich
In den 1980er und 1990er Jahren waren Treibstoffe noch in mehreren Nachbarländern günstiger als in Österreich. So gab es z. B. jahrelang lange Wartezeiten an den ersten Tankstellen kurz hinter den Grenzen zu Slowenien und Deutschland. Inzwischen gelten die österreichischen Treibstoffpreise als ausgesprochen günstig. Jedoch ist bei Diesel der Preisvorteil gegenüber Deutschland seit 2011 markant gesunken.
Im Jahr 2012 sind die Kraftstoff-Absätze erneut gestiegen, was auf den wachsenden Tanktourismus zurückgeführt wird. Insbesondere die dramatischen Steuererhöhungen im südlichen Nachbarland Italien haben den Preisvorteil Österreichs auf über 30 Cent erhöht.
Beim Benzin macht der Tanktourismus aus den Nachbarländern in Österreich etwa 20 % des gesamten Verkaufsvolumens des Landes aus. Ein weiterer Nebeneffekt ist, dass die zugeordneten CO2-Emissionen rechnerisch dem Land Österreich zugeschlagen werden, obwohl sie in und durch Deutschland verursacht werden. Die Regierung hat unter Hinweis auf den wirtschafts- und finanzpolitischen Nutzen des Tanktourismus im März 2015 eine Erhöhung der Steuer auf Diesel ausdrücklich ausgeschlossen.
Zum Nachweis des Tanktourismus zwischen Deutschland und Österreich wurde bereits in den 1970er Jahren österreichischer Kraftstoff eingefärbt und an der Grenze Proben aus den Benzintanks entnommen. Auch das einstige Hauptzollamt Passau wies darauf hin, dass „Privatpersonen zusätzlich nur einen Reservebehälter mit maximal 20 Liter Kraftstoff für den Eigenbedarf steuerfrei aus Österreich nach Deutschland verbringen“ dürfen. Wenn der mitgeführte Kraftstoff die Höchstmenge überschreite, würde beim Grenzübertritt die Mineralölsteuer fällig. Wenn die Einfuhr nicht deklariert werde, mache sich der Einführer strafbar.

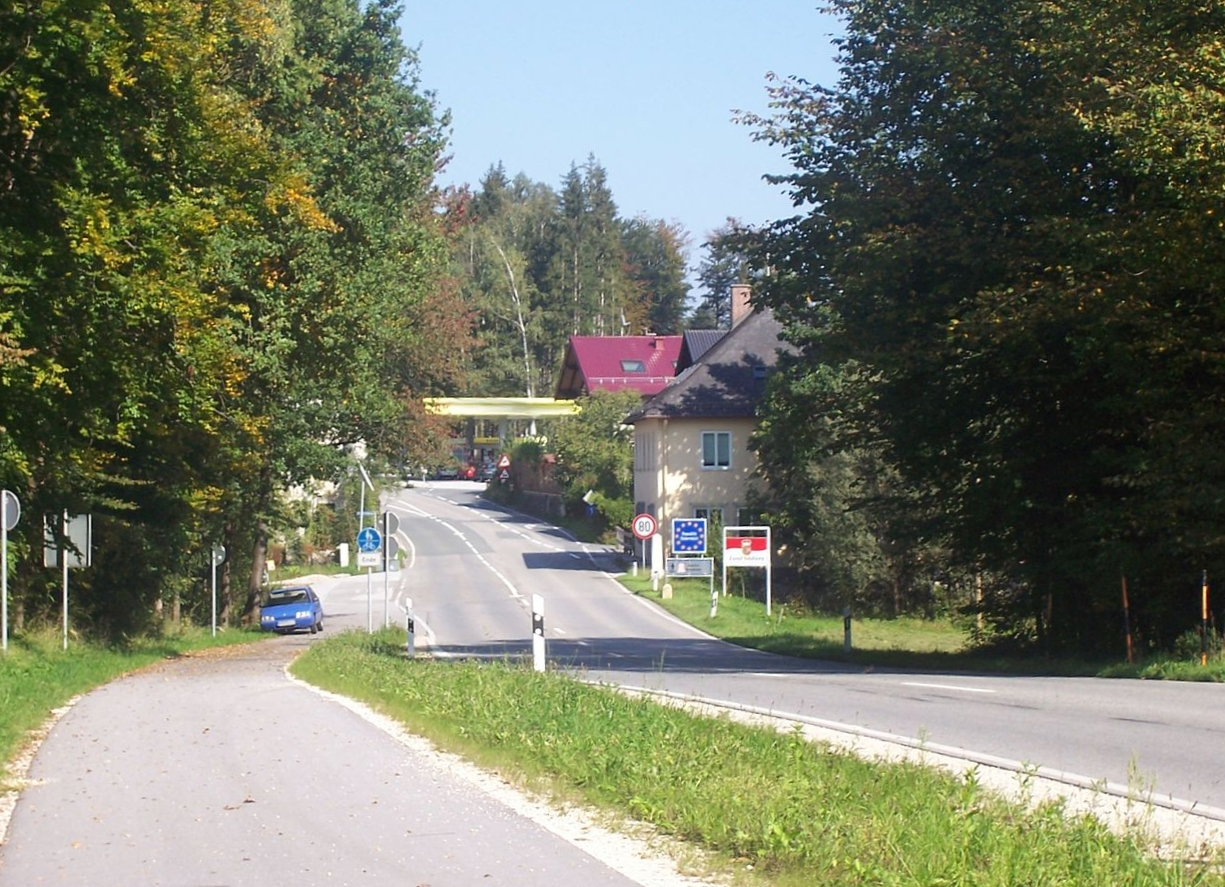
Tankstelle direkt hinter der deutschen Grenze (B 21)

In bestimmten Regionen führte der Tanktourismus dazu, dass Tankstellen direkt hinter der Grenze eröffnet wurden, wie etwa in Achleiten bei Passau, wo eine Tankstelle in das ehemalige Zollamtsgebäude einzog. Auch in Salzburg-Liefering sowie Bad Reichenhall-Schwarzbach wurden unmittelbar hinter den früheren Grenzgebäuden auf österreichischer Seite neue Tankstellen errichtet.
Nach Erhöhung der Mineralölsteuer in Österreich am 1. Juli 2007 verringerte sich der Preisunterschied zwischen beiden Ländern. Diesel wurde um 6 Cent und Benzin um 3,6 Cent teurer. Benzin ist in Österreich im Durchschnitt circa 20 Cent günstiger als in Deutschland, beim Diesel liegt der Preisvorteil nur bei etwa 10 Cent. Innerhalb Österreichs bestehen hohe Preisunterschiede: Autobahntankstellen verkaufen Kraftstoffe häufig zu den sogenannten Höchstpreisen, das heißt um bis zu 20 Cent pro Liter teurer als freie Tankstellen in Ballungszentren – im Einzelfall kann es daher auch passieren, dass der Diesel teurer ist als in Deutschland.
Mit der zum 1. Januar 2011 von Österreich durchgeführten neuerlichen Erhöhung der Mineralölsteuer um 4,8 Cent (inkl. MwSt.) bei Benzin und um 6 Cent (inkl. MwSt.) für Diesel könnte sich der Tanktourismus spürbar reduzieren. Dieser betrug 2010 nach Angaben des österreichischen Wirtschaftsministeriums 25 % des Tankstellenumsatzes. Nach ersten Pressemeldungen im Januar 2011 hat sich tatsächlich der Preisvorteil Österreichs beim Diesel so stark reduziert oder gar umgekehrt, dass Tankfahrten nach Österreich nunmehr ausbleiben.
Mitte März 2012 betrug nach Angaben des ADAC der Preisunterschied bei Diesel ca. 10 Cent und bei Superbenzin ca. 18 Cent. Damit hatte sich das Niveau vor der Mineralölsteuererhöhung wieder eingestellt.
Zehn Jahre später, im März 2022, wurde der Treibstoff in Österreich wieder massiv günstiger im Vergleich z. B. mit der Schweiz, Italien und vor allem mit Deutschland.

### Schweiz
Die Geschichte des Tanktourismus in der Schweiz ist von unregelmäßigen Wechseln der Richtung geprägt, welche nicht nur durch Veränderungen der spezifischen Steuerbelastung, sondern auch durch erhebliche Wechselkursschwankungen maßgeblich beeinflusst wurden und werden.
Unter den westeuropäischen Ländern hatten die Schweiz sowie Liechtenstein bis 2010 relativ niedrige Preise für Benzin, beispielsweise war 2008 das Benzin in der Schweiz rund 30 Cent günstiger als in Deutschland. Die Dieselpreise lagen allerdings stets über dem europäischen Durchschnitt. An den Schweizer Grenzorten, vorwiegend denjenigen nach Deutschland, Italien und Frankreich, ist die Tankstellendichte auf Grund des Benzintourismus weitaus höher und die Benzinpreise am Preismast sind dort auch in Euro ausgewiesen. Bedingt durch den massiven Kursanstieg des Schweizer Franken, der sich 2011 sogar noch verstärkte, kam es zu einer nachhaltigen Veränderung der Preisabstände zwischen der Schweiz und allen Nachbarstaaten. Im August 2011 war Benzin in Deutschland vorübergehend sogar günstiger als in der Schweiz. Gegenüber Österreich drehte sich der geringe Benzinpreisvorteil der Schweiz und Liechtensteins zeitweise in einen Preisnachteil. Auch die Erhöhung der Mineralölsteuer in Österreich am 1. Januar 2011 konnte diesen Trend nur vorübergehend umkehren.
Mitte 2011 berichteten Schweizer Medien über deutliche Einbrüche des Tanktourismus-Geschäftes aufgrund des hohen Franken-Kurses. Mit der Einführung des Mindestkurses des Franken gegenüber dem Euro am 7. September 2011 verbesserte sich die Wettbewerbsfähigkeit der Schweizer Tankstellen wieder.
Mit der Kursfreigabe des Schweizer Franken am 15. Januar 2015 und der damit verbundenen Aufwertung des Frankens wurde das Benzin in den Nachbarländern günstiger. Zwar sanken die Benzinpreise in der Schweiz am Folgetag geringfügig, jedoch konnte dies den Effekt nur zu einem relativ kleinen Teil auffangen.
Seit August 2015 kam es zu einer spürbaren Abschwächung des Franken gegenüber dem Euro, durch welche einerseits der Preis für Benzin sich wieder dem deutschen Niveau annäherte, andererseits der Dieselpreis wieder etwa auf das italienische Maß fiel. Der weitere Verfall des Franken führte Ende 2017 wieder dazu, dass Benzin in der Schweiz wieder etwas billiger als in Deutschland wurde.
Daneben gibt es auch einen Tanktourismus in das Zollausschlussgebiet Samnaun, wo Benzin mit Stand 20. Januar 2015 circa 45 Rappen und Diesel circa 55 Rappen billiger sind als in der übrigen Schweiz. Nach der Kursfreigabe am 15. Januar 2015 reagierten die dortigen Betreiber, indem sie die Preise für Diesel und Bleifrei 95 um ca. 20 Rappen auf 0,95 Franken bzw. 0,91 Euro senkten, um günstiger als im benachbarten Österreich zu bleiben, wo das Benzin zu diesem Zeitpunkt ca. 1,10 Euro gekostet hat.
Im Verkehr zwischen der EU und der Schweiz ist der Inhalt des Hauptbehälters und bis zu zehn Liter im Reservekanister von Einfuhrabgaben befreit, der Kraftstoff darf allerdings abgabefrei nur in dem Fahrzeug verwendet werden, mit dem er eingeführt worden ist. Bei Autofahrten innerhalb der EU dürfen teilweise höhere Kraftstoffmengen im Reservekanister mitgeführt werden (zum Beispiel bis zu 20 Litern nach deutschem Recht bei Grenzübertritt innerhalb der EU, bei Fahrten innerhalb Deutschlands sogar bis zu 60 Litern).

### Frankreich
Bis etwa zur Jahrtausendwende war der Tanktourismus von Frankreich nach Deutschland beliebt, da ein Liter Benzin zwischen sechs und sieben Französische Franc (circa 0,92–1,07 Euro) kostete, während in Deutschland vor Einführung der Ökosteuer ein Liter Benzin noch weit weniger als 2 DM (unter 1,02 Euro) kostete.
Seit Anfang 2018 sind die Steuersätze in Frankreich wieder deutlich höher als in Deutschland, wobei Diesel besonders teuer ist. Gewerbliche LKW genießen ähnlich wie in Belgien einen Teilerstattungsanspruch, der den Dieselpreis etwa auf das deutsche Niveau reduziert. Auch Frankreich hatte entschieden, den Steuervorteil für Diesel sukzessive abzubauen. Die Steuersätze unterscheiden sich in drei Regionen, wobei der Großraum Paris etwa 2 Cent pro Liter höhere Steuern hat und auf der Insel Korsika ein Steuerrabatt von ca. 1 Cent gewährt wird. Der Treibstoff ist in Frankreich in Supermärkten in der Regel deutlich günstiger erhältlich, während er an Autobahnen und in ländlichen Gebieten teurer ist. Eine Besonderheit stellen die Kleintankstellen an Parkhäusern der Pariser Innenstadt dar, die vielfach exorbitant hohe Preise haben.
Viele Franzosen aus Lothringen fahren in luxemburgische Grenzorte wie zum Beispiel Schengen, um dort zu tanken und einzukaufen. Daneben sind auch in Deutschland, Spanien und Andorra alle Kraftstoffe deutlich günstiger zu haben. Umgekehrt profitiert Frankreich von den hohen Benzinpreisen in Italien. Seit der Freigabe des Schweizer Franken am 15. Januar 2015 hat auch der Tanktourismus zur Schweiz schlagartig die Richtung gewechselt: Während zuvor die Franzosen zum Benzin tanken in die Schweiz kamen, ist es nun umgekehrt. Mit Belgien herrscht bei allen Kraftstoffen nahezu Preisgleichheit.

### Italien
Sowohl Benzin als auch Diesel waren in Italien zumeist deutlich teurer als in allen Nachbarländern. Zur Vermeidung eines Tanktourismus erhielten Italiener, die in der Nähe der schweizerischen oder österreichischen Grenze wohnen, ihr Benzin verbilligt.
Nach der Ölpreisexplosion im Gefolge des Ukraine-Konfliktes hat die italienische Regierung die Steuern auf Benzin und Diesel im März 2021 um bis zu 30 Cent pro Liter gesenkt. Der traditionelle Tanktourismus von Italien in die Schweiz wechselte dadurch die Richtung: es ist nunmehr für Schweizer billiger, in Italien zu tanken.
Durch die Zollfreiheit des Tales von Livigno ergibt sich ein besonderer Tanktourismus: Die zahlreichen Tankstellen des Tales verkaufen Superbenzin bzw. Diesel um über 50.  günstiger als in der Schweiz oder im Rest Italiens.

### Norwegen → Schweden
Der Preisunterschied liegt bis 2021 und seit 2024 bei Benzin zwischen Norwegen und Schweden bei circa 10–20 %. Zwischen 2022 und 2023 kostete insbesondere Diesel aufgrund von Umweltvorschriften mehr in Schweden. Insgesamt beträgt der Kaufkraftabfluss von Norwegern nach Schweden durch Grenztourismus, tanken und andere Einkäufen circa 16 Mrd. NOK pro Jahr.

### Norwegen → Russland
An der Grenze zwischen Norwegen und Russland, die in Storskog ihren einzigen Grenzübergang hat, ist ein starker Preisunterschied merkbar. So liegen die Kraftstoffpreise auf russischer Seite bei nur rund einem Drittel des norwegischen Niveaus. Praktikabel ist Tanktourismus nur für Norweger, die in der Kommune Sør-Varanger innerhalb weniger Kilometer von der Grenze entfernt leben, da ihnen durch ein Abkommen zwischen Norwegen und Russland im Gegensatz zur restlichen Bevölkerung ein visafreier Grenzverkehr eingeräumt wurde. Der Tanktourismus ging ab März 2020 aufgrund der COVID-19-Pandemie und später aufgrund von Sanktionen nach dem Russischen Überfall auf die Ukraine stark zurück.

### Finnland → Russland
Auch aufgrund des Verfalls des Rubel wird seit etwa 2015 verstärkt das enorme Preisgefälle von Finnland zu Russland von mehr als 50 % ausgeschöpft. Noch ist der Tanktourismus aufwändig: Finnen müssen ein Visum beantragen, um Russland zu besuchen. Gleichwohl steigen die Umsätze an den Tankstellen auf der russischen Seite der Grenze. Auch werden immer neue Grenzübergange eröffnet.

### Polen/Slowakei/Ungarn → Kaliningrad (Russland)/Ukraine/Belarus
Der Preis ist in Belarus und der Ukraine mit 0,80 – 0,90 Euro (Stand Juli 2011) viel niedriger als in der EU. In Russland sind Kraftstoffe sogar noch günstiger. Jedoch kann von einem klassischen Tanktourismus nicht die Rede sein, da zeitintensive Grenzkontrollen sich auf den privaten Reiseverkehr hemmend auswirken. Seit 2005 können EU-Bürger visafrei in die Ukraine einreisen.

### Portugal → Spanien
Bereits seit vielen Jahren sind Kraftstoffe in Portugal teurer als in Spanien. Durch eine Anhebung des portugiesischen Satzes der Umsatzsteuer auf 23 % erhöhte sich der Preisvorteil Spaniens bei Benzin auf 25 Cent, für Diesel auf 13 Cent. Der Tanktourismus verschärfte sich dadurch.

### Slowakei
Durch Verschiebung der Wechselkurse sanken die Kraftstoffpreise in den Nachbarländern Österreich, Polen, Ungarn und Tschechien deutlich unter das Niveau der Slowakei. Ein Tanktourismus war die Folge. Die Ukraine als Nachbarland kann trotz vergleichsweise sehr günstigem Kraftstoff wegen der strengen Einreisebedingungen als Nicht-EU-Mitglied vernachlässigt werden.
Das Slowakische Parlament entschied daher Anfang 2010, den Steuersatz auf Diesel zum 1. Februar 2010 um 11,3 Cent pro Liter zu senken. Allerdings lag der Preis für Superbenzin Januar 2013 in der Slowakei im Durchschnitt bei 1,54 €. Die Preise in den Nachbarländern waren gleichzeitig niedriger. Rumänien: 1,34 €, Polen: 1,36 €, Tschechien: 1,40 €, Österreich: 1,42 € und Ungarn mit 1,43 €. Österreich bietet den Vorteil der gemeinsamen Währung und daher entfällt auf Dauer das Wechselkursrisiko.
Bei Diesel lohnt sich der Tanktourismus mit wenigen Ausnahmen nicht, obwohl Bratislava als größte Stadt und Hauptstadt unmittelbar an der Grenze zu Österreich liegt, wo Diesel noch vor Rumänien und Polen am günstigsten ist, lag der Preisvorteil im Januar 2013 im Durchschnitt bei nur 7 Cent je Liter.